# AC-400
AC-400 é uma rodovia brasileira pertencente ao estado do Acre, e liga a AC-040 com a BR-364.